# Ferrovia Soverato-Chiaravalle Centrale
La ferrovia Soverato-Chiaravalle Centrale è stata una linea a scartamento ridotto (950 mm) delle Ferrovie Calabro Lucane che collegava la Ferrovia Jonica delle Ferrovie dello Stato ai centri dell'interno.
Il prolungamento della linea fino a Mileto, dove si sarebbe congiunta alla linea da Vibo Valentia costituendo un collegamento fra i due mari, non fu mai realizzato.

## Storia
La Soverato-Chiaravalle venne costruita dalla Mediterranea Calabro Lucane nell'ambito del suo vasto progetto di costruzioni ferroviarie tra Puglia, Lucania e Calabria, approvato dal governo con la legge 580 del 21 luglio 1910. I lavori tuttavia, iniziati molto più tardi, andarono a rilento e venne aperta soltanto il 15 dicembre 1923.
La tratta in questione era infatti parte del più ampio progetto di costruzione di una linea trasversale che, attraverso il percorso Vibo Valentia-Mileto-Soriano-Simbario-Chiaravalle-San Vito sullo Ionio-Soverato, con diramazione a Simbario per Serra San Bruno e Mongiana, avrebbe congiunto i due mari, Tirreno e Jonio, innestandosi sulle due grandi direttrici ferroviarie nazionali tirrenica e jonica. Era inoltre previsto il posizionamento di una terza rotaia tra Soverato e Catanzaro Lido per collegare la linea alla costruenda ferrovia per Cosenza.
Al tempo in cui venne ideata, era notevole la richiesta di trasporto merci: legname dai boschi delle Serre e quarzo estratto a Davoli, quest'ultimo trasportato dalla cava di estrazione alla stazione con una teleferica. Buono anche il trasporto passeggeri. Di tutto l'originario progetto di collegamento tra i due mari, vennero però realizzati solo i due tronchi iniziali in forte ritardo sulla richiesta, mentre il tronco centrale Mileto-Chiaravalle non fu mai realizzato poiché, alla fine degli anni venti, il governo bloccò ogni ulteriore realizzazione. Anche a causa di ciò, il servizio non è mai stato adeguato, considerata la scarsa popolosità dei centri attraversati e la loro esigua economia. Gli anni trenta portarono un miglioramento delle condizioni di esercizio con l'immissione in servizio delle automotrici Emmine, che ridussero i tempi di percorrenza rispetto ai treni a vapore. Verso la fine degli anni sessanta venne però istituito un servizio automobilistico integrativo della Gestione commissariale governativa delle Ferrovie Calabro Lucane (subentrata dal 1º gennaio 1964 alla MCL) che il 1º settembre 1969, con la chiusura della linea e la sua dismissione, divenne interamente sostituivo.

## Caratteristiche
La linea era in ascesa continua dai 4 m s.l.m. di Soverato ai 520 m s.l.m. di Chiaravalle Centrale e presentava, come le altre linee calabresi a scartamento ridotto 950 mm, curve di raggio stretto e pendenze fino al 35 per mille. Venne armata con binari da 27 kg/m montati su traverse di legno a modulo largo, quindi adatta a bassi pesi assiali. La trazione fu classica, a vapore, e in seguito con automotrici. La circolazione dei treni avveniva a dirigenza unica con giunto telefonico. Le stazioni erano munite di segnalamento a disco girevole.

### Percorso
|  |  | Continuation backward |

|  | Unknown route-map component "exKRW+l" | Unknown route-map component "eKRWgr" |

|  | Unknown route-map component "KBL2" + Unknown route-map component "exBHF" | Unknown route-map component "BLc3" + Straight track |

|  | Unknown route-map component "BLc1" + Unknown route-map component "exSTR" | Unknown route-map component "KBL4" + Station on track |

|  | Unknown route-map component "d" | Unknown route-map component "exSTR" | One way leftward | Unknown route-map component "dCONTfq" |

| Unknown route-map component "exHST" |

| Unknown route-map component "exWBRÜCKE1" |

| Unknown route-map component "exBHF" |

| Unknown route-map component "exTUNNEL1" |

| Unknown route-map component "exTUNNEL2" |

| Unknown route-map component "exTUNNEL2" |

| Unknown route-map component "exHST" |

| Unknown route-map component "exTUNNEL1" |

| Unknown route-map component "exBHF" |

| Unknown route-map component "exWBRÜCKE1" |

| Unknown route-map component "exBHF" |

| Unknown route-map component "exHST" |

| Unknown route-map component "exKBHFeLa" |

| Unknown route-map component "exLCONTf" |

La linea partiva dalla stazione Soverato, nella zona ad ovest dell'omonima stazione delle Ferrovie dello Stato sulla ferrovia Jonica, alla quale era raccordata. Proseguiva inizialmente in direzione sud affiancando la linea Jonica per poi affiancarsi al percorso dell'odierna strada statale 182 delle Serre Calabre fino al capolinea di Chiaravalle Centrale.

## Rotabili utilizzati
- Locotender a vapore del gruppo 100 FCL[4]
- Automotrici del tipo a due assi unidirezionali Emmina[4]